# Estación Tamuín
Estación Tamuín är en ort i Mexiko.   Den ligger i kommunen Tamuín och delstaten San Luis Potosí, i den centrala delen av landet, 300 km norr om huvudstaden Mexico City. Estación Tamuín ligger 50 meter över havet och antalet invånare är 1 130.
Terrängen runt Estación Tamuín är platt österut, men västerut är den kuperad. Terrängen runt Estación Tamuín sluttar österut. Runt Estación Tamuín är det ganska glesbefolkat, med 25 invånare per kvadratkilometer. Närmaste större samhälle är Tamuin, 8,6 km söder om Estación Tamuín. Omgivningarna runt Estación Tamuín är en mosaik av jordbruksmark och naturlig växtlighet.